# Burgenlandkreis (1994–2007)
Der Burgenlandkreis war ein Landkreis im Süden des Bundeslandes Sachsen-Anhalt. Im Zuge der Kreisgebietsreform in Sachsen-Anhalt wurde er am 1. Juli 2007 mit dem Landkreis Weißenfels zum neuen Burgenlandkreis zusammengelegt. Kreissitz war Naumburg (Saale).

## Geographie
Der Burgenlandkreis im äußersten Süden von Sachsen-Anhalt bildete landschaftlich bereits den Übergang zu Thüringen. Die Landschaft ist bergig und wird von Saale, Unstrut und Weißer Elster geprägt. In der sog. Saale-Unstrut-Region wird Weinbau betrieben.
Die Unstrut überschreitet im Nordwesten des Landkreises bei Wendelstein die Grenze von Thüringen zu Sachsen-Anhalt und mündet bei Naumburg im Großjenaer Blütengrund in die Saale.
Die Saale überschreitet bei Großheringen/Kleinheringen im Südwesten die Grenze von Thüringen zu Sachsen-Anhalt und verlässt im Nordosten bei Goseck den Burgenlandkreis in Richtung Weißenfels.
Von Südwest nach Nordost fließt von Crossen in Thüringen über Zeitz im Burgenlandkreis die Weiße Elster, die den Landkreis nordöstlich von Profen in Richtung Pegau in Sachsen verlässt.
Der Seeligenbornberg mit ca. 355 m befindet sich nordwestlich von Lossa und ist die höchste Erhebung im Burgenlandkreis. In der Saaleaue südlich von Goseck befindet sich der niedrigste Punkt des Landkreises mit 97,8 m.
Nachbarkreise waren im Norden der Landkreis Merseburg-Querfurt und der Landkreis Weißenfels, im Nordosten der sächsische Landkreis Leipziger Land, im Osten der thüringische Landkreis Altenburger Land, im Süden die thüringische kreisfreie Stadt Gera sowie die Landkreise Greiz, Saale-Holzland-Kreis und Weimarer Land und im Westen die ebenfalls thüringischen Landkreise Sömmerda und Kyffhäuserkreis.

## Politik

### Wappen
| | Blasonierung: „In Silber eine rote, schwarz gefugte Zinnenmauer, belegt mit einer silbernen Weintraube aus 6 Beeren (3:2:1), darüber ein gestürztes rotes Schwert mit rundem Knopf am Griff und runden Enden der Parierstange, schräggekreuzt mit einem roten Schlüssel, der Bart vorn unten abwärts, das Schließblatt viereckig.“ |
| Wappenbegründung: Die Farben des ehemaligen Landkreises waren Rot - Weiß (Silber). Die dargestellten Symbole verweisen auf die lange historische Tradition und Bedeutung dieses Gebietes. Die Zinnenmauer symbolisiert die zahlreichen alten Burgen, die dem Landkreis den Namen gaben. Die Traube steht für den bereits 998 urkundlich belegten und bis heute gepflegten Weinanbau. Schlüssel und Schwert – Attribute der Heiligen Petrus und Paulus, der Schutzpatrone der Dome zu Naumburg und Zeitz – sind dem Wappen des Bistums Naumburg-Zeitz entnommen, das 968 errichtet wurde und die Entwicklung der Region in der Folgezeit nachhaltig beeinflusste. Das Wappen wurde vom Heraldiker Jörg Mantzsch aus Magdeburg gestaltet und am 12. Juli 1996 durch das Ministerium des Innern genehmigt. | |

### Flagge
Die Flagge war dreistreifig mit einem breiten weißen Mittelstreifen, belegt mit dem Wappen und zwei schmaleren roten Seitenstreifen.

## Wirtschaft
Der Burgenlandkreis gehört zum mitteldeutschen Wirtschaftsraum Halle-Leipzig-Dessau und ist ein bedeutender Wirtschaftsstandort im Süden Sachsen-Anhalts. Die Region kann auf eine traditionelle Wirtschaftsstruktur mit einem Branchenmix aus Industrie, Mittelstand und Handwerk zurückgreifen.
Bei der Neuansiedlung von Investoren, insbesondere in den Gewerbegebieten an der Bundesautobahn 9, wurde der Schwerpunkt auf den Bereich Logistik gelegt. Für die verkehrintensiven Branchen bestehen an diesen Standorten hervorragende Bedingungen.

## Verkehr
Durch den Burgenlandkreis verlaufen regional und überregional wichtige Verkehrstrassen wie die Eisenbahnhauptstrecken Erfurt-Weißenfels-Halle und Gera-Zeitz-Leipzig sowie die Straßen von Thüringen in den Raum Halle (Saale)/Leipzig.
Der Ausbau und teilweise Neubau der Eisenbahnstrecke Nürnberg-Erfurt-Halle-Berlin ist planfestgestellt und hat im Bereich des Burgenlandkreises 2006 teilweise begonnen.
Die Bundesstraße 180, eine wichtige Nord-Süd-Verbindung für Sachsen-Anhalt, führt durch den Burgenlandkreis von Nordwest nach Südost, kreuzt bei Pretzsch die Bundesautobahn A9 und führt nach Meuselwitz in Thüringen.
Die A9 führt von Weißenfels kommend in Nord-Süd-Richtung durch den Burgenlandkreis und verlässt den Landkreis bei Kleinhelmsdorf in Richtung Eisenberg.
Im Südosten des Landkreises treffen sich in Zeitz die aus dem Landkreis Weißenfels kommende B 91, die aus Pegau in Sachsen kommende und nach Gera in Thüringen verlaufende B 2 sowie die aus Richtung Naumburg kommende B 180.
Die Bundesstraße 176, eine überregional bedeutsame Hauptverkehrsstraße, verläuft von Kölleda in Thüringen kommend über Bad Bibra und Freyburg nach Weißenfels.

## Geschichte
Der Landkreis entstand 1994 durch Zusammenlegung der Landkreise Naumburg, Nebra und Zeitz.
Durch die im Oktober 2005 vom Landtag Sachsen-Anhalt beschlossene Kreisgebietsreform zum 1. Juli 2007 fusionierte der Landkreis mit dem Landkreis Weißenfels. Der Planname für den neuen Landkreis lautete  Landkreis Burgenland. In seiner ersten konstituierenden Sitzung am 16. Juli 2007 entschied man sich aber gegen die Umbenennung.

## Städte und Gemeinden
(Einwohner am 31. Dezember 2006)
| Einheitsgemeinden - 1. Elsteraue (9.696) - 2. Naumburg (Saale) (29.359) |

Verwaltungsgemeinschaften mit ihren Mitgliedsgemeinden

Sitz der Verwaltungsgemeinschaft *
| - 1. Verwaltungsgemeinschaft An der Finne 1. Altenroda (567) 2. Bad Bibra, Stadt * (2.152) 3. Billroda (516) 4. Bucha (285) 5. Burgholzhausen (288) 6. Eckartsberga, Stadt (1.859) 7. Golzen (210) 8. Herrengosserstedt (596) 9. Kahlwinkel (358) 10. Klosterhäseler (783) 11. Lossa (843) 12. Memleben (716) 13. Möllern (363) 14. Saubach (700) 15. Steinburg (180) 16. Taugwitz (914) 17. Thalwinkel (189) 18. Tromsdorf (392) 19. Wischroda (496) 20. Wohlmirstedt (944) - 2. Verwaltungsgemeinschaft Bad Kösen 1. Abtlöbnitz (153) 2. Bad Kösen, Stadt * (5.360) 3. Crölpa-Löbschütz (546) 4. Janisroda (212) 5. Leislau (264) 6. Prießnitz (315) | - 3. Verwaltungsgemeinschaft Droyßiger-Zeitzer Forst 1. Bergisdorf (412) 2. Breitenbach (336) 3. Bröckau (390) 4. Döschwitz (884) 5. Droßdorf (691) 6. Droyßig * (1.828) 7. Grana (755) 8. Haynsburg (547) 9. Heuckewalde (441) 10. Kretzschau (1.303) 11. Schellbach (511) 12. Weißenborn (376) 13. Wetterzeube (1.132) 14. Wittgendorf (676) - 4. Verwaltungsgemeinschaft Unstruttal 1. Balgstädt (633) 2. Baumersroda (350) 3. Burgscheidungen (592) 4. Burkersroda (323) 5. Ebersroda (183) 6. Freyburg (Unstrut), Stadt * (4.342) 7. Gleina (866) 8. Größnitz (167) 9. Hirschroda (181) 10. Karsdorf (1.921) 11. Kirchscheidungen (365) 12. Laucha an der Unstrut, Stadt (2.395) 13. Nebra (Unstrut), Stadt (2.612) 14. Pödelist (338) 15. Reinsdorf (582) 16. Schleberoda (184) 17. Wangen (511) 18. Weischütz (184) 19. Zeuchfeld (231) | - 5. Verwaltungsgemeinschaft Wethautal 1. Casekirchen (273) 2. Gieckau (343) 3. Goldschau (317) 4. Görschen (527) 5. Heidegrund (672) 6. Löbitz (447) 7. Meineweh (641) 8. Mertendorf (712) 9. Molau (551) 10. Osterfeld, Stadt * (1.340) 11. Pretzsch (171) 12. Schönburg (1.090) 13. Stößen, Stadt (1.036) 14. Unterkaka (308) 15. Utenbach (134) 16. Waldau (515) 17. Wethau (715) - 6. Verwaltungsgemeinschaft Zeitzer Land 1. Deuben (1.136) 2. Döbris (71) 3. Geußnitz (662) 4. Kayna (1.483) 5. Luckenau (593) 6. Nonnewitz (841) 7. Theißen (1.915) 8. Würchwitz (642) 9. Zeitz, Stadt (28.117) |

## Gebietsveränderungen
Seit 1995 fanden im Burgenlandkreis viele Gebietsveränderungen statt.
Von den ursprünglich 11 Verwaltungsgemeinschaften bestanden bei der Auflösung des Landkreises noch 5 Verwaltungsgemeinschaften. In der gleichen Zeit verringerte sich die Anzahl der Gemeinden von 99 auf 87.

### Änderungen bei Verwaltungsgemeinschaften
- Auflösung der Verwaltungsgemeinschaften Dreiländereck und Elsteraue – Bildung der Einheitsgemeinde Elsteraue aus den Mitgliedsgemeinden (1. Juli 2003)
- Eingliederung der Gemeinde Taugwitz aus der Verwaltungsgemeinschaft Bad Kösen in die Verwaltungsgemeinschaft An der Finne (17. Oktober 2004)
- Bildung der Verwaltungsgemeinschaft Zeitzer Land aus der Verwaltungsgemeinschaft Maibach-Nödlitztal und den Gemeinden Geußnitz, Kayna und Würchwitz aus der Schnaudertal sowie der bis dato verwaltungsgemeinschaftsfreien Stadt Zeitz (1. Januar 2005)
- Auflösung der VG Schnaudertal – Eingliederung der Gemeinden Bröckau, Droßdorf, Heuckewalde und Wittgendorf in die Verwaltungsgemeinschaft Droyßiger-Zeitzer Forst; Bildung der VG Zeitzer Land aus der VG Maibach-Nödlitztal und den restlichen drei Gemeinden sowie der Stadt Zeitz (1. Januar 2005)
- Auflösung der Verwaltungsgemeinschaft Mittlere Unstrut – Eingliederung der Gemeinden Memleben und Wohlmirstedt in die VG An der Finne; Bildung der Verwaltungsgemeinschaft Unstruttal aus den restlichen Gemeinden, der Verwaltungsgemeinschaft Laucha an der Unstrut (ohne Golzen und Thalwinkel) und der Verwaltungsgemeinschaft Freyburger Land (1. Januar 2005)
- Auflösung der VG Laucha an der Unstrut – Eingliederung der Gemeinden Golzen und Thalwinkel in die VG An der Finne; Bildung der VG Unstruttal aus den restlichen Gemeinden, der VG Mittlere Unstrut (ohne Memleben und Wohlmirstedt) und der VG Freyburger Land (1. Januar 2005)
- Eingliederung der Gemeinden der Verwaltungsgemeinschaft Heidegrund in die Verwaltungsgemeinschaft Wethautal (1. Januar 2005)
- Auflösung der VG Freyburger Land – Bildung der VG Unstruttal aus den Mitgliedsgemeinden sowie der VG Laucha an der Unstrut (ohne Golzen und Thalwinkel) und der VG Mittlere Unstrut (ohne Memleben und Wohlmirstedt) (1. Januar 2005)
- Auflösung der Verwaltungsgemeinschaft Finne – Eingliederung der Gemeinden in die VG An der Finne (1. Januar 2005)
- Eingliederung der Gemeinde Klosterhäseler aus der VG Bad Kösen in die VG An der Finne (1. Januar 2005)
- Eingliederung der Gemeinden Möllern und Taugwitz aus der VG Bad Kösen in die VG An der Finne (1. Januar 2007)

### Änderungen auf Gemeindeebene
- Auflösung der Gemeinden Kleinhelmsdorf und Weickelsdorf – Bildung der Gemeinde Heidegrund (1. März 2004)
- Auflösung der Gemeinde Spielberg – Eingliederung in die Gemeinde Taugwitz (17. Oktober 2004)

### Namensänderungen
- von Nebra zu Nebra (Unstrut) (1. Januar 1998)

## Kfz-Kennzeichen
Am 1. Juli 1994 wurde dem Landkreis das Unterscheidungszeichen BLK zugewiesen. Es wird durchgängig bis heute im neuen Burgenlandkreis ausgegeben.
Fahrzeuge aus den Altkreisen erhielten besondere Erkennungsnummern:
| Gebiet            | Buchstaben | Zahlen      |
| ----------------- | ---------- | ----------- |
| Altkreis Nebra    | A bis Z    | 1 bis 999   |
| Altkreis Naumburg | AA bis ZZ  | 1 bis 99    |
| Altkreis Zeitz    | AA bis ZZ  | 100 bis 999 |